# أندريا فيتالي
أندريا فيتالي (بالإيطالية: Andrea Vitali)‏ هو كاتب إيطالي، ولد في 5 فبراير 1956 في بيلانو في إيطاليا.